# Aethiopopactes marmoratus
Aethiopopactes marmoratus là một loài chân đều trong họ Eubelidae. Loài này được Verhoeff miêu tả khoa học năm 1942.